# Puchar Dalekowschodni w narciarstwie alpejskim 2014/2015
Sezon 2014/2015 Pucharu Dalekowschodniego w narciarstwie alpejskim rozpoczął się 11 grudnia 2014 w chińskim Wanlong. Ostatnie zawody z tego cyklu zostały rozegrane w rosyjskim Jużnosachalińsku. Pierwotnie miały się odbyć 2 kwietnia w japońskim Ontake. Zostało rozegranych 18 zawodów dla kobiet i mężczyzn.

## Puchar Dalekowschodni w narciarstwie alpejskim kobiet
Wśród kobiet Pucharu Dalekowschodniego z sezonu 2013/2014 broniła Japonka Sakurako Mukōgawa. Tym razem najlepsza okazała się jej rodaczka Emi Hasegawa.
W poszczególnych klasyfikacjach tryumfowały:
- slalom:  Emi Hasegawa
- gigant:  Makiko Arai
- supergigant:  Kateřina Pauláthová

## Puchar Dalekowschodni w narciarstwie alpejskim mężczyzn
Wśród mężczyzn Pucharu Dalekowschodniego z sezonu 2013/2014 bronił Japończyk Ryūnosuke Ōkoshi. Tym razem najlepszy okazał się jego rodak Hideyuki Narita.
W poszczególnych klasyfikacjach tryumfowali:
- slalom:  Kyosuke Kono
- gigant:  Hideyuki Narita i  Dmitrij Uljanow
- supergigant:  Hideyuki Narita